# Pehr Wickenberg
Petter (Pehr) Gabriel Wickenberg, född 1 oktober 1812 i Malmö, död 19 december 1846 i Pau, var en svensk målare och tecknare.

## Biografi
Wickenberg kom från enkla förhållanden. Han var son till fanjunkaren Jonas Wickenberg och Katharina Isberg. Han visade tidigt en talang för teckning och måleri. När han var 13 år fick han privatundervisning av en lärare i ritning, hos vilken Wickenberg blev elev vid sidan om sina studier i stadens apologistskola. Efter skoldagarnas slut ägnade han uteslutande av teckning och studier av språk. Han gjorde under dessa skolår i huvudsak kopior efter kopparstick och tavlor skapade av den tidens kända konstnärer. Sedan han 1830 slutat skolan livnärde och bidrog till familjens försörjning genom att sälja sina alster i handelsbodarna i Malmö. År 1831 skedde där en insamling till hans förmån, med vars hjälp han fick möjlighet att på en vedskuta komma till Stockholm för att studera konst vid Konstakademien.
Den första tiden i Stockholm blev svår. Han lyckades få sålt några alster genom en bodförsäljerska. Av en slump blev han emellertid bekant med konstakademiens direktör Johan Gustaf Sandberg. Samtidigt fick han en tryggad fristad hos familjen Anckarsvärd. Nu målade han bland annat "Herdescenen", "Evas sorg vid Abels död" och "Den blinde Oedip och Antigone". För att klara av sitt uppehälle och studierna vid akademien utförde han koloreringsarbeten i Carl af Forsells Ett år i Sverige (1827–1835) men led tidvis när extraarbetena uteblev nöd. Av väsentlig betydelse för hans uppehälle kom det stöd han fick från Johan Gustaf Sandberg och den nybildade Konstföreningen i Stockholm att innebära då det möjliggjorde för Wickenberg att arbeta mer med sina studier. I viss mån fick han även ett stöd från översten A Anckarsvärd som gav honom en fristad på sin gård Bysta i Närke under somrarna 1834 och 1835 när koleran härjade i Stockholm. Utanför akademien hos Carl Johan Sjöstrand var han hänvisad till intetsägande lektioner i målning men vid antik- och modellskolorna fick han möjlighet att bedriva arbetet målmedvetet med sin begåvning. Han tävlade flitigt i akademiens olika prisämnen och uppmuntrades med ett flertal medaljer och mindre stipendium för sitt historiemåleri med motiv ur antik och i någon mån biblisk och nordisk mytologi.
År 1836 drabbades han av en ögonsjukdom. Överintendenten Anckarsvärd startade då, med hjälp av Konstföreningen i Stockholm, en insamling och han kunde därför resa till baden vid Töplitz i Tyskland för att söka bot. Efter tillfrisknandet valde han att stanna en tid hos dekorationsmålaren Gropius i Berlin och fick där erkännande för sina tavlor, bland annat målningarna "En dalkarl i vall med får och getter" och "En läsande gumma".
I september 1837 reste han till Paris där han mottogs av Olof Södermark där han till en början målade i dennes ateljé innan han hyrde en ateljé vid gatan S:t Honoré. På grund av sina förnäma kunder flyttade Wickenberg till en stor ateljé vid Rue de la Bienfaisance. Han vann 1838 en guldmedalj på salongen för tavlan "Nordiskt vinterlandskap". Året efter gjorde tavlan "Vinterfiske" stormande succé på samma salong och även den tilldelades en guldmedalj. Bankir Hottinger köpte målningen för 2000 francs och Wickenberg fick Hederslegionens stjärna. Han blev agré vid svenska konstakademien 1839 och tilldelades samtidigt akademiens treåriga resestipendium. Han blev ledamot av Konstakademien 1842, under det att han stannade kvar i Paris, och han tilldelades det året även Vasaorden och Hederslegionens kors.
Han gjorde en målarresa till Belgien och Nederländerna 1839 och flera somrar vistades han i Dieppe och Trouville för rekreation och målning. 1841 vistades han en period i Bretagne och 1843 var han i London. Wickenberg led redan under studieåren av undergrävd hälsa och hans ögonsjukdom blossade upp så gott som varje år vilket hindrade honom från att arbeta. När han 1843 drabbades av tuberkulos flyttade han först till Nice men återvände efter ett år till Paris och tillbringade från och med hösten 1845 sista året i badorten Eaux Bonnes och det närliggande Pau för att kurera sig, men förgäves. Han avled där 1846, endast 34 år gammal. Wickenberg finns representerad vid bland annat Nationalmuseum, Nordiska museet i Stockholm, Uppsala universitets konstmuseum, Norrköpings Konstmuseum, Östergötlands museum, Göteborgs museum, Malmö museum Lunds universitetsbibliotek, Leipzigs museum, Luxembourgmuseet, Frankfurts museum och Amsterdams museum.
Skandalen i Louvren
Målningen "Nordiskt Vinterlandskap" (1838) inköptes av kung Ludvig Filip som förvarade tavlan i Luxemburggalleriet, sedan förvarades den i Louvren i Paris. Direktören för Louvren, Nieuwerkerk, visade sig, efter en utredning om försvunna tavlor från muséet, ha lånat ut dessa till förnäma damer i Paris. En omfattande jakt bringade dessa tavlor tillbaka till muséet men Wickenbergs tavla återfanns aldrig.

## Verk

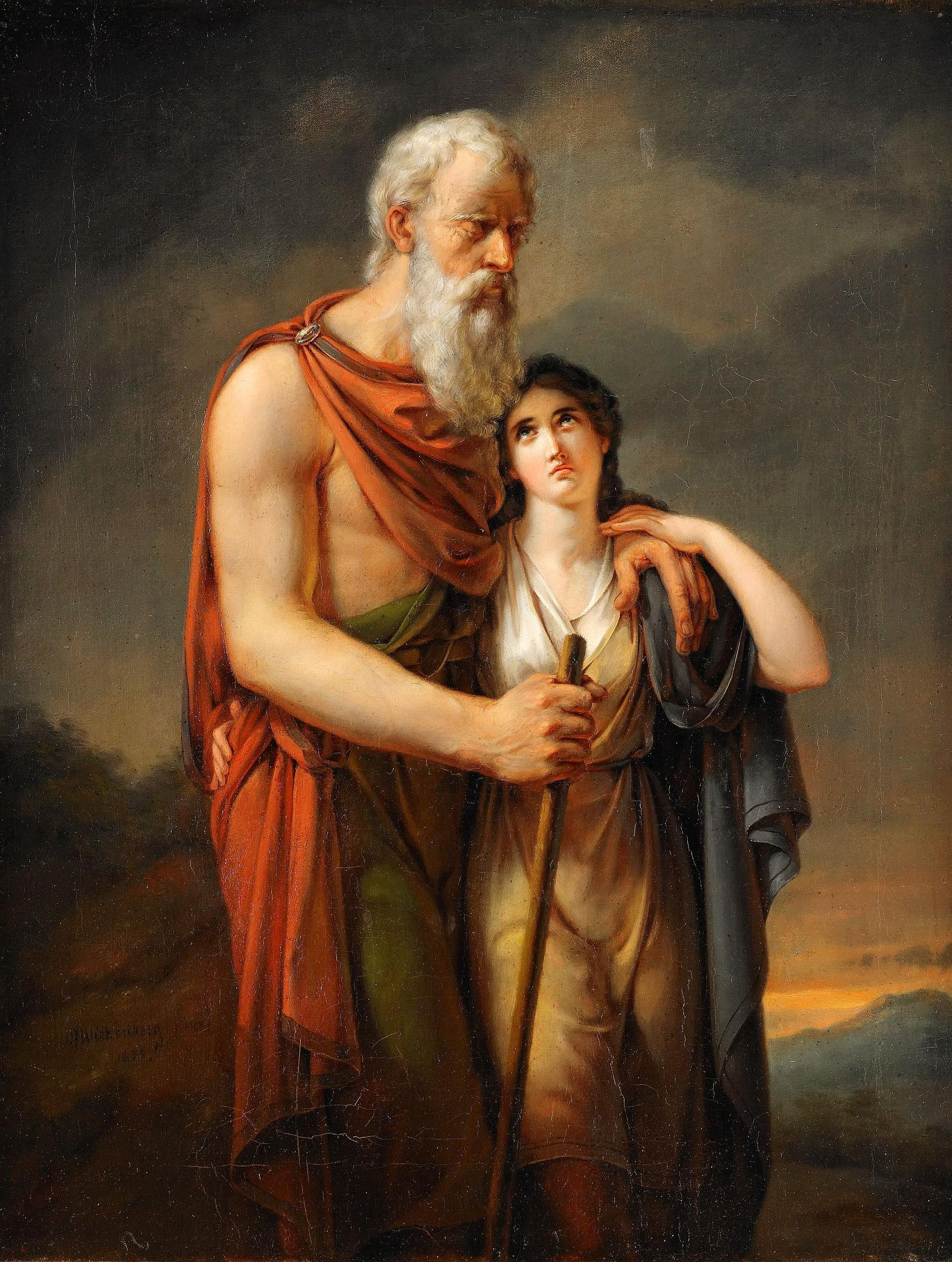
Oedipus och Antigone (1833).
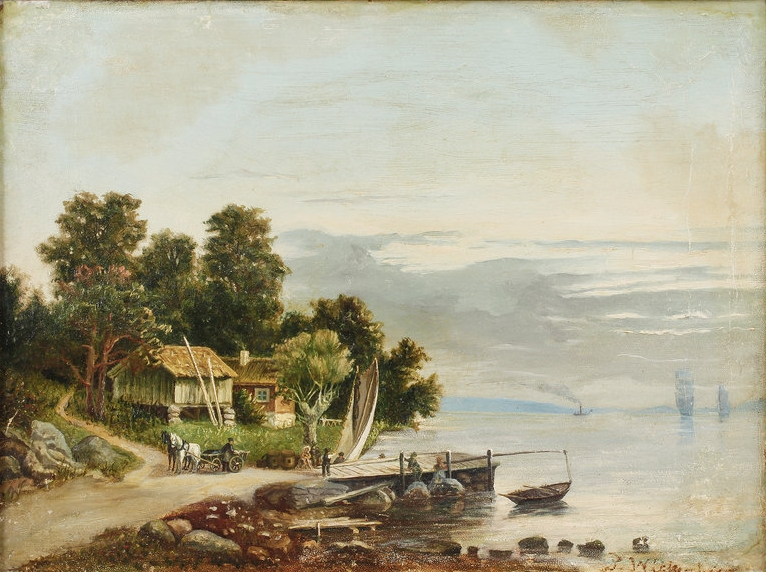
Kustlandskap med ett hus, häst och vagn och människor (1835).
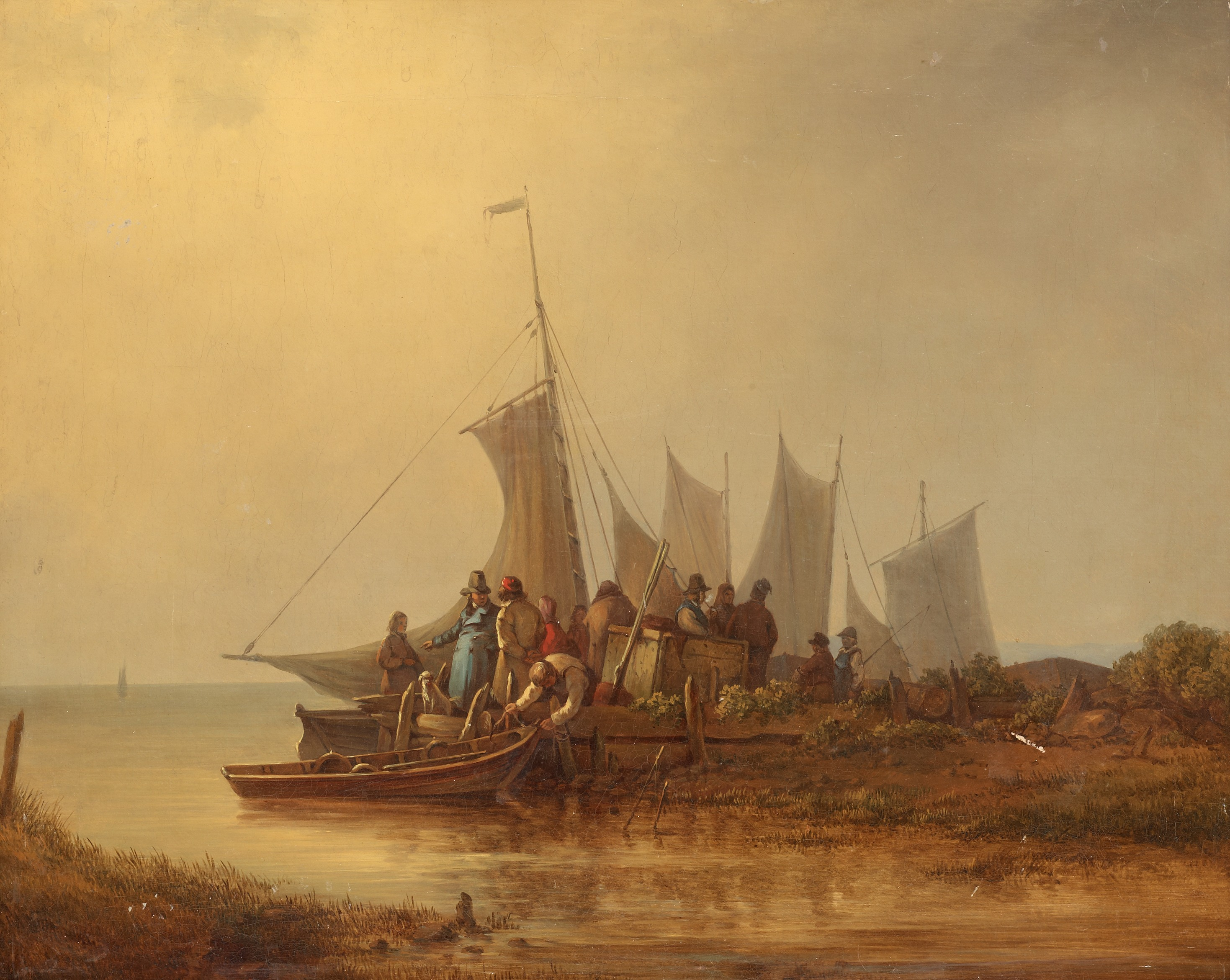
Segelfartyg och fiskare (1835).
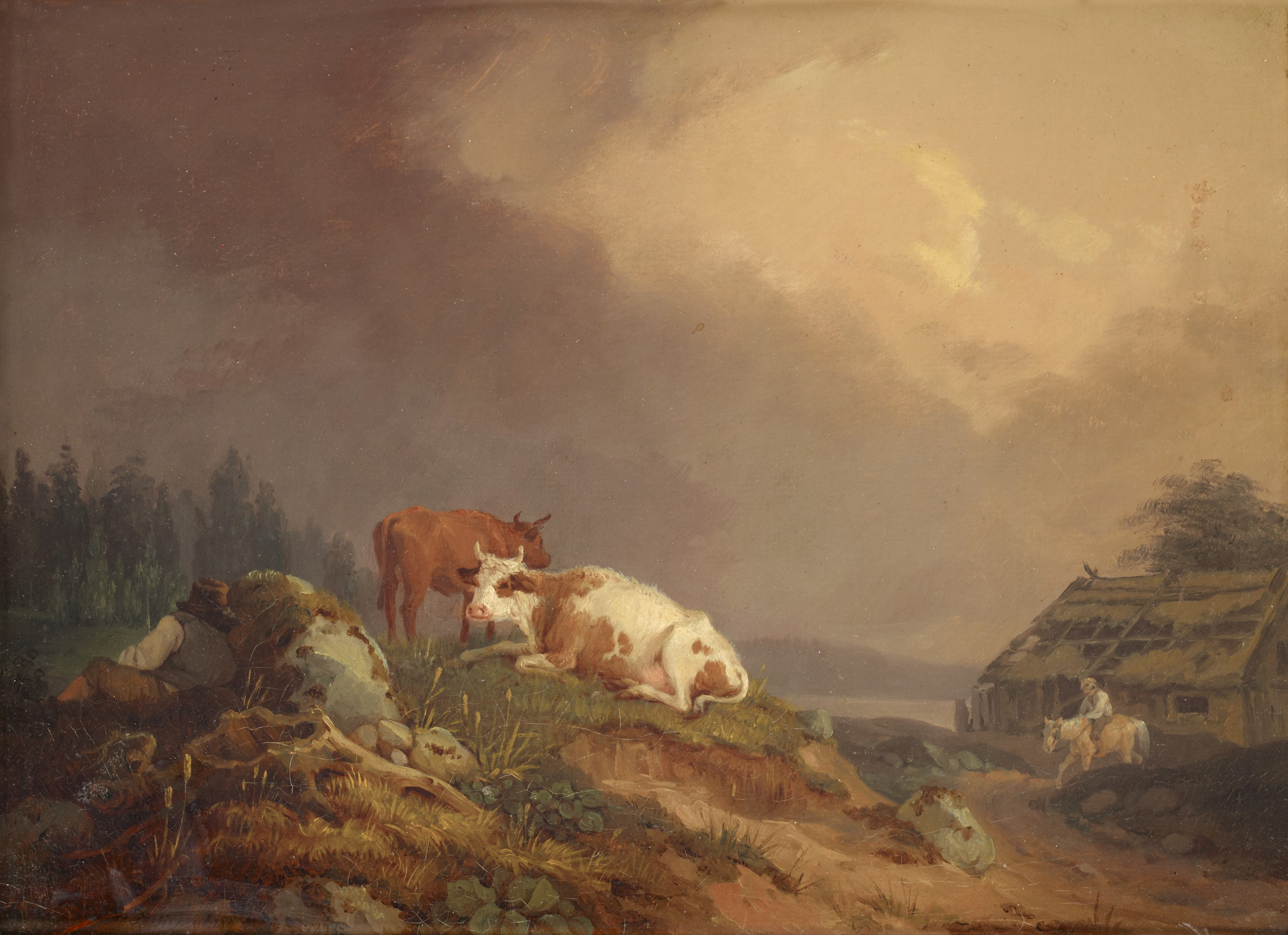
Landskap med vilande kor (1835).
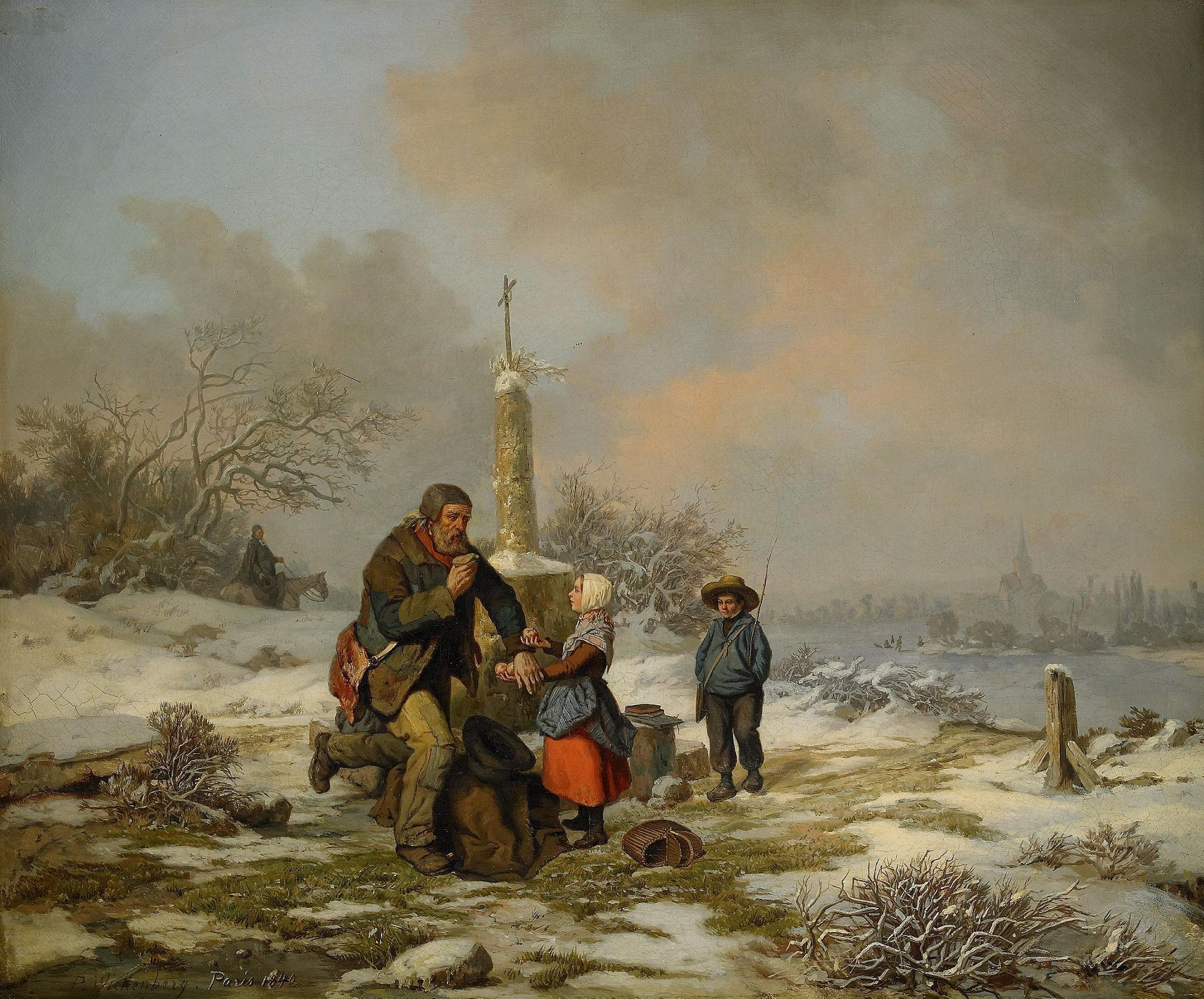
Vinterlandskap med vandringsman och barn vid vägaltare (1840).
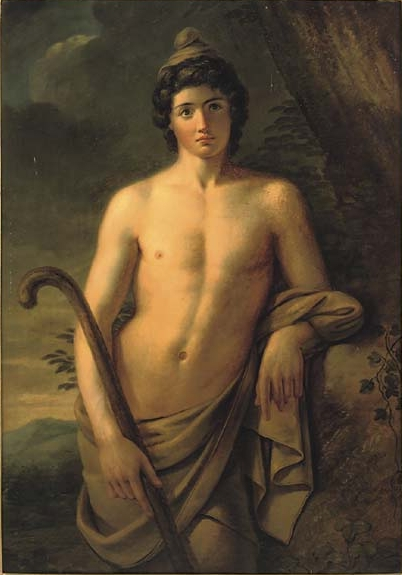
Den unga herden.
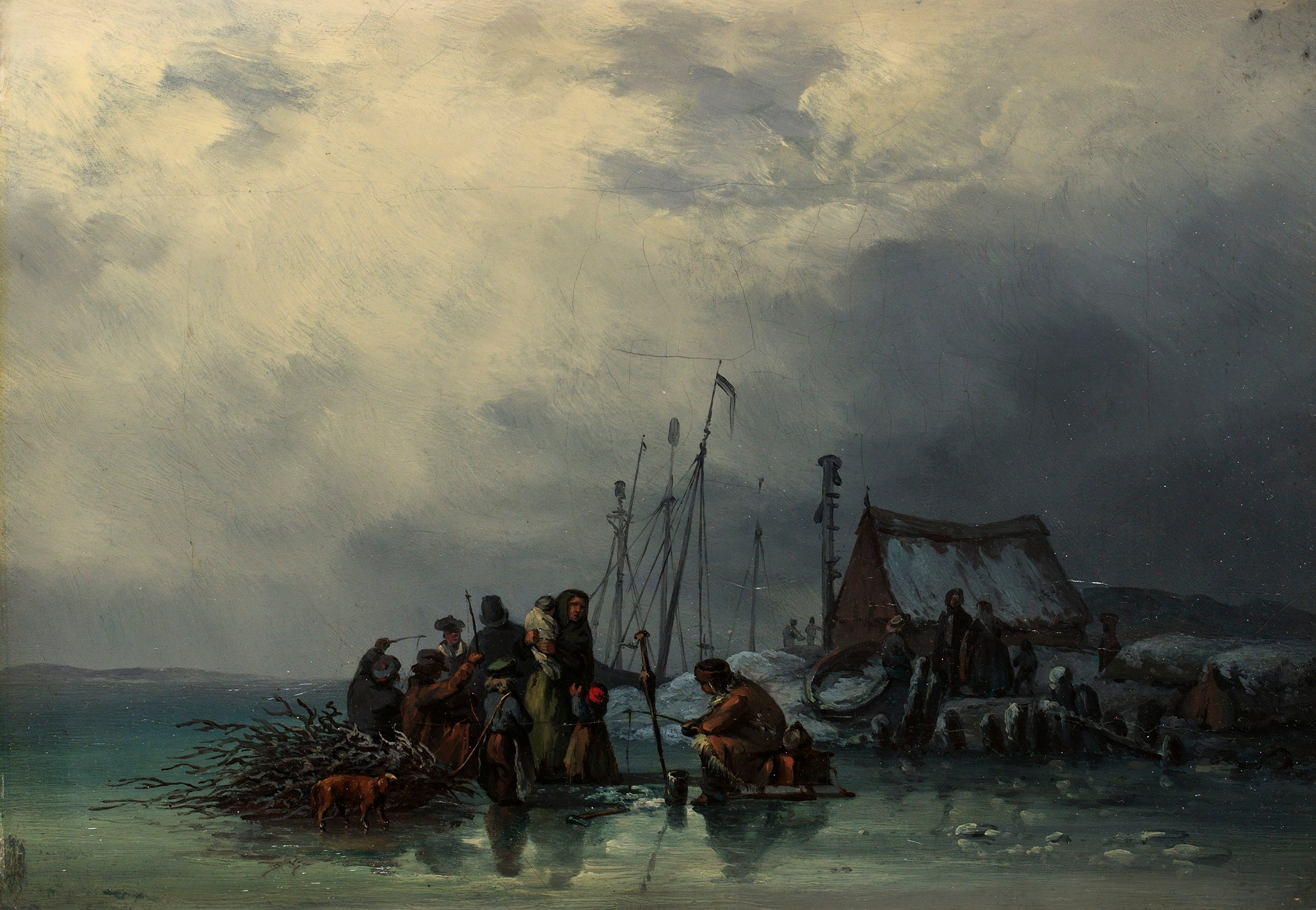
Vinterfiske (1839).